# Le Roc
Le Roc är en kommun i departementet Lot i regionen Occitanien i södra Frankrike. Kommunen ligger i kantonen Payrac som tillhör arrondissementet Gourdon. År 2022 hade Le Roc 208 invånare.

## Befolkningsutveckling
Antalet invånare i kommunen Le Roc
| Referens: INSEE |